# Janitzio (ö)
Janitzio är den största av fem öar i Pátzcuarosjön i Mexiko. Den tillhör kommunen Pátzcuaro i delstaten Michoacán, i den sydvästra delen av landet. Ön har 2 458 invånare (2010).
En del av Janitzios invånare härstammar från urfolket purépecha som levde runt Pátzcuarosjön.

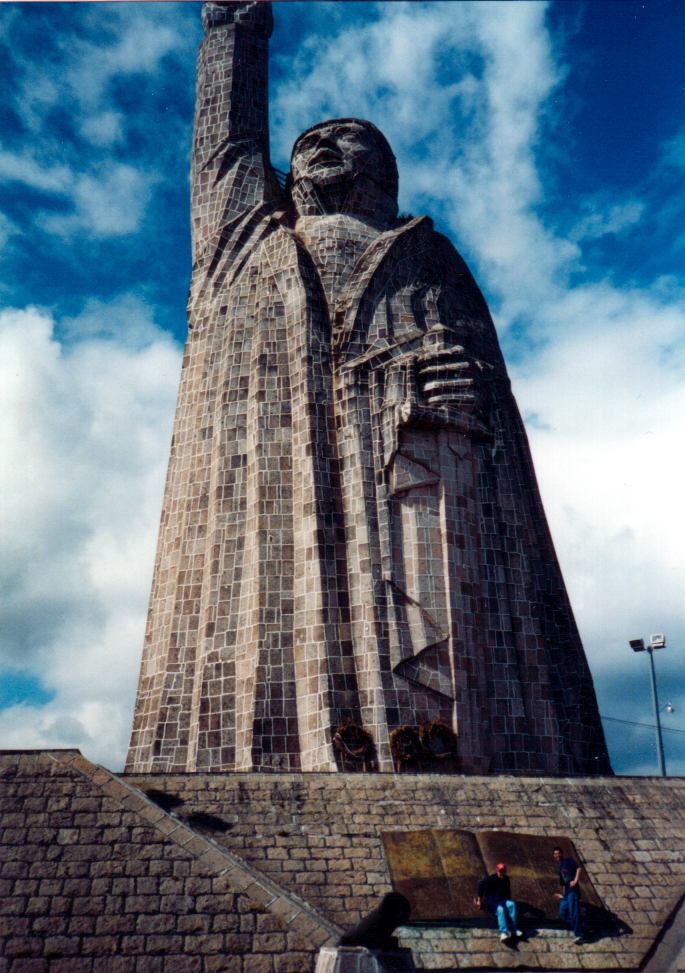
Staty av Jose Morelos.

På öns högsta punkt står en 40 meter hög staty av den mexikanska frihetshjälten José María Morelos y Pavón. Statyn är ihålig och en spiraltrappa leder till utsiktspunkterna i toppen varifrån man ser stora delar av ön. Innerväggarna är dekorerade med målningar ur Morelos liv utförda av bland andra Ramon Alba de la Canal.